# Allenopithecus nigroviridis
Il cercopiteco di palude o cercopiteco di Allen (Allenopithecus nigroviridis Pocock, 1907) è un primate della famiglia Cercopithecidae. È l'unica specie del genere Allenopithecus.

## Descrizione
È un primate di media taglia, dalla corporatura piuttosto robusta. Può raggiungere una lunghezza del corpo di 45–60 cm, con una coda di circa 50 cm. I maschi, che pesano fino a 6 kg, sono abbastanza più grandi delle femmine (fino a 3,5 kg).

Sul dorso il mantello è grigio verde. La faccia è rossastra, con lunghi ciuffi di pelo sulle guance. Le lievi increspature sui palmi e sulle dita indicano uno stile di vita parzialmente acquatico.
Da un punto di vista filogenetico è imparentato con i cercopitechi, ma differisce da questi nella dentatura e nelle abitudini.

## Biologia
È un animale diurno e generalmente va alla ricerca del cibo sul suolo. Vive nelle paludi e nelle aree ricche di acqua e può nuotare molto bene, immergendosi per evitare i pericoli. Vive insieme in gruppi sociali che possono raggiungere i 40 animali, comunicando con diversi richiami, gesti e contatti.
La sua dieta consiste di frutta e foglie, così come di coleotteri e vermi.
Conosciamo poco sulle abitudini riproduttive di questa specie. Le femmine allevano i piccoli, che sono svezzati a circa tre mesi e diventano maturi a cinque anni. La sua durata di vita può raggiungere i 23 anni.
Tra i nemici naturali del cercopiteco di palude ci sono i rapaci, i serpenti e il bonobo.

## Distribuzione e habitat
Il cercopiteco di palude vive nel bacino del fiume Congo, nella Repubblica del Congo e nella Repubblica Democratica del Congo occidentale.

## Conservazione
Diversamente da quanto avviene per altri primati, il suo habitat palustre non è esposto ai rischi che corrono le foreste. Ciononostante viene cacciato per la sua carne. La IUCN lo classifica come «prossimo alla minaccia».